# 櫃狭
櫃狭（ひつば）は、千葉県市原市の三和地区にある大字。郵便番号は290-0214。

## 概要
市原市中央部の三和地区にある。全体的に山がちな地形で針葉樹林に覆われた相観となっている。そのため、あまり住宅等は見られないが、南西部の一部分には集落や神社などが見られる。

## 地理
北は松崎又は磯ケ谷、東は川在、南は妙香、西は土宇と接する。

## 世帯数と人口
2022年4月1日現在の世帯数と人口は以下の通りである。
| 町丁字 | 世帯数 | 人口 |
| ------ | ------ | ---- |
| 櫃狭   | 17世帯 | 37人 |

## 通学区域
市立小中学校及び県立高等学校に通う場合の通学区域は以下の通りである。
| 町丁字 | 番地 | 小学校             | 中学校             | 県立高校 |
| ------ | ---- | ------------------ | ------------------ | -------- |
| 櫃狭   | 全域 | 市原市立養老小学校 | 市原市立三和中学校 | 第9学区  |

## 施設
- 櫃狭神社
- 市原京急カントリークラブ（一部）
- 千葉セントラルゴルフクラブ（一部）
- 市原ゴルフクラブ（一部）